# Sebastian Grubalski
Sebastian Grubalski (ur. 1 listopada 1999 r.) -polski futsalista, zawodnik z pola, reprezentant Polski, obecnie zawodnik Constraktu Lubawa, z którym w sezonie 2019/2020 zdobył wicemistrzostwo i Puchar Polski.